# Montagnula opulenta
Montagnula opulenta är en svampart som först beskrevs av De Not., och fick sitt nu gällande namn av Aptroot 1995. Montagnula opulenta ingår i släktet Montagnula och familjen Montagnulaceae.  Arten är reproducerande i Sverige. Inga underarter finns listade i Catalogue of Life.